# Cryptocephalus equiseti
Cryptocephalus equiseti là một loài bọ cánh cứng trong họ Chrysomelidae. Loài này được Costa miêu tả khoa học năm 1888.